# Gare routière de Chambéry
Pour les articles homonymes, voir Gare de Chambéry - Challes-les-Eaux.
La gare routière de Chambéry est une gare routière située à Chambéry dans le département français de la Savoie en région Auvergne-Rhône-Alpes.
Le site est utilisé pour les services de transport par autocar.

## Histoire
La gare routière se situait auparavant devant la gare de Chambéry - Challes-les-Eaux.
Le 3 février 2014, afin de permettre le début des travaux d’aménagement du futur pôle d’échanges multimodal, la gare routière est déplacée au square Paul Vidal, devant le bâtiment de La Poste, à proximité du parc du Verney et à quelques centaines de mètres de la gare de Chambéry - Challes-les-Eaux. Seuls les autocars effectuant des services routiers pour la SNCF pouvaient encore se rendre directement devant la gare. 
En même temps que l'ouverture au public de la passerelle de la gare, le 8 novembre 2015, trois quais, réservés à ces autocars, ouvrent à la Cassine. Ce parking fermera pour travaux le 18 septembre 2019 ; après le déplacement de ces trois quais dans la gare routière, en juin 2019. 
Le pôle d’échanges multimodal étant achevé et ne permettant pas l'accueil de la gare routière, elle devrait, d’ici quelques années, être relocalisée dans le quartier de la Cassine. 

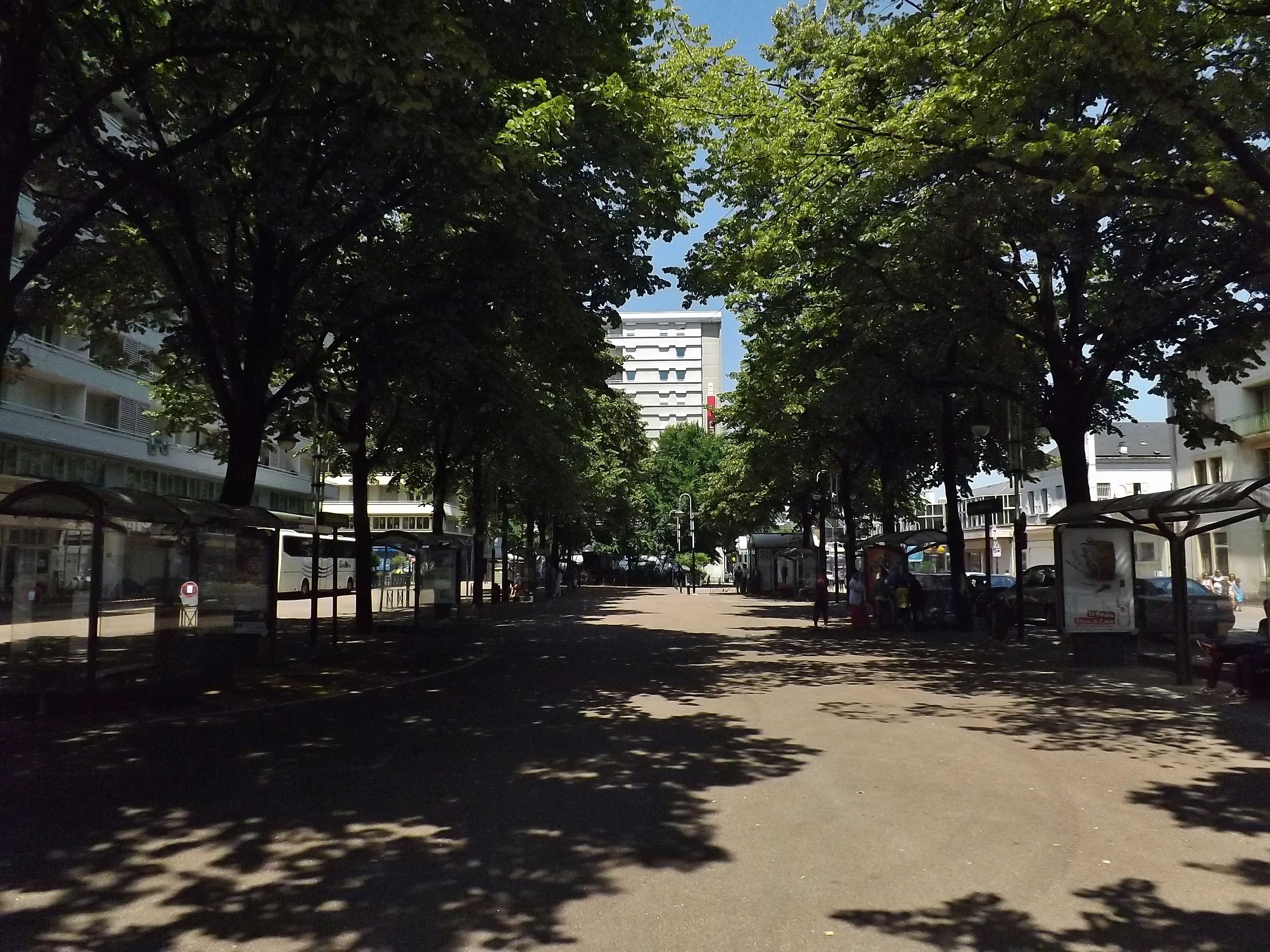
La gare routière en juillet 2013.
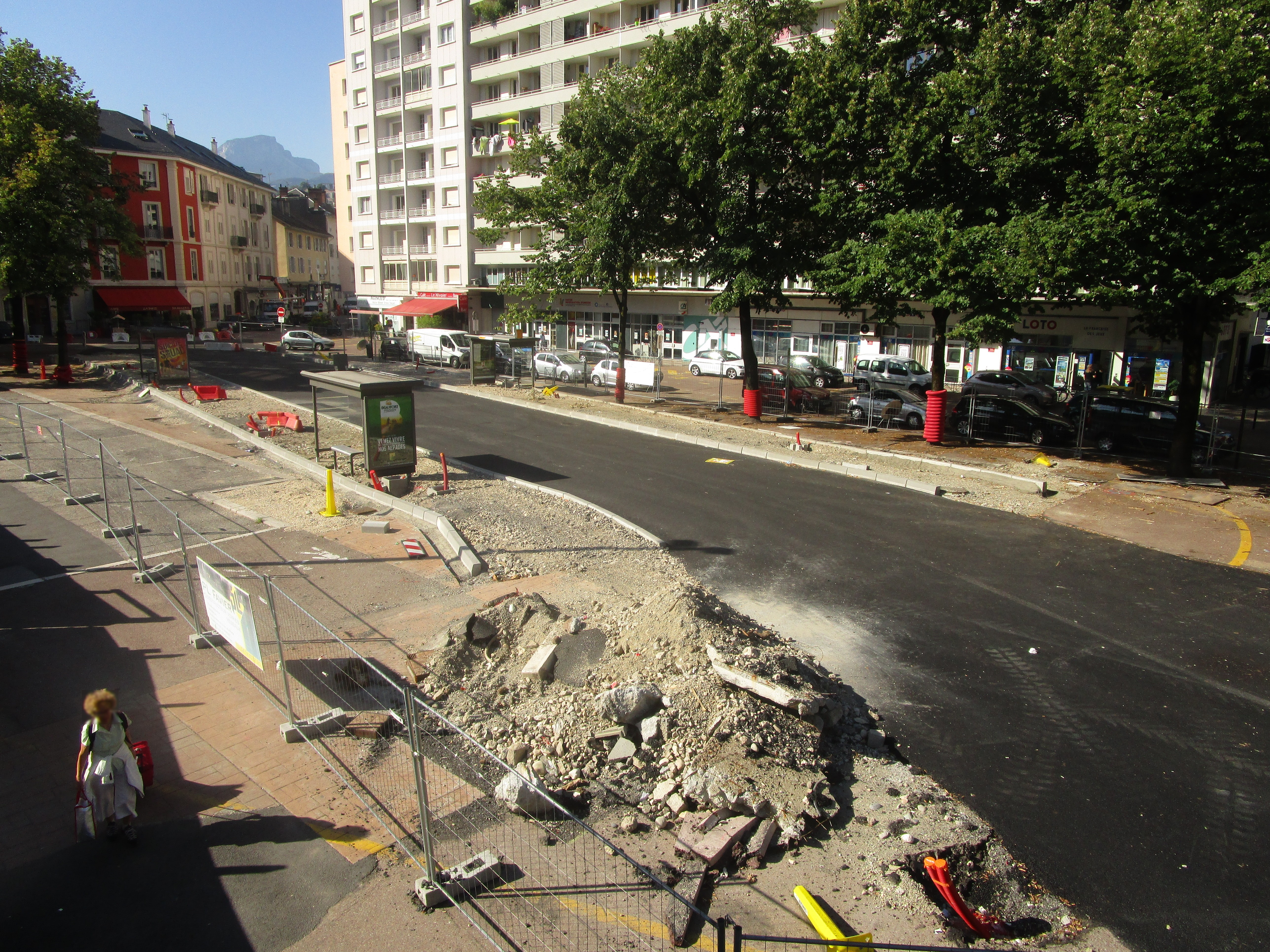
Les travaux devant la gare SNCF en août 2016.

## Présentation

### Disposition
Les quais, initialement au nombre de 7, sont disposés en épi le long du bâtiment de La Poste. En face du quai no 7, par ailleurs seul quai accessible aux PMR, un bâtiment abrite un guichet, un bureau d’informations et une salle d’attente.
En juin 2019, 3 nouveaux quais sont réalisés puis ouverts afin de permettre l'accès aux autocars roulants sur des services pour la SNCF. Depuis cette date, la gare routière compte désormais 10 quais.

### Réseaux d’autocars utilisant la gare routière
- Cars Région Ain : Lignes régulières ;
- Cars Région Isère : Lignes régulières ;
- Cars Région Savoie : Lignes régulières ;
- Synchro Bus : Lignes occasionnelles (navettes saisonnières vers La Féclaz et Les Aillons-Margériaz) ;
- TER Auvergne-Rhône-Alpes : Services réguliers et substitutions par autocars ;
- FlixBus : Lignes nationales et internationales ;
- BlaBlaCar Bus (auparavant Ouibus) : Lignes nationales et internationales ;
- SINDBAD : Lignes internationales ;
- Union Ivkoni : Ligne internationale Sofia <> Madrid ;
- Services occasionnels (prises en charge de touristes ; transferts vers les stations ;...) ;

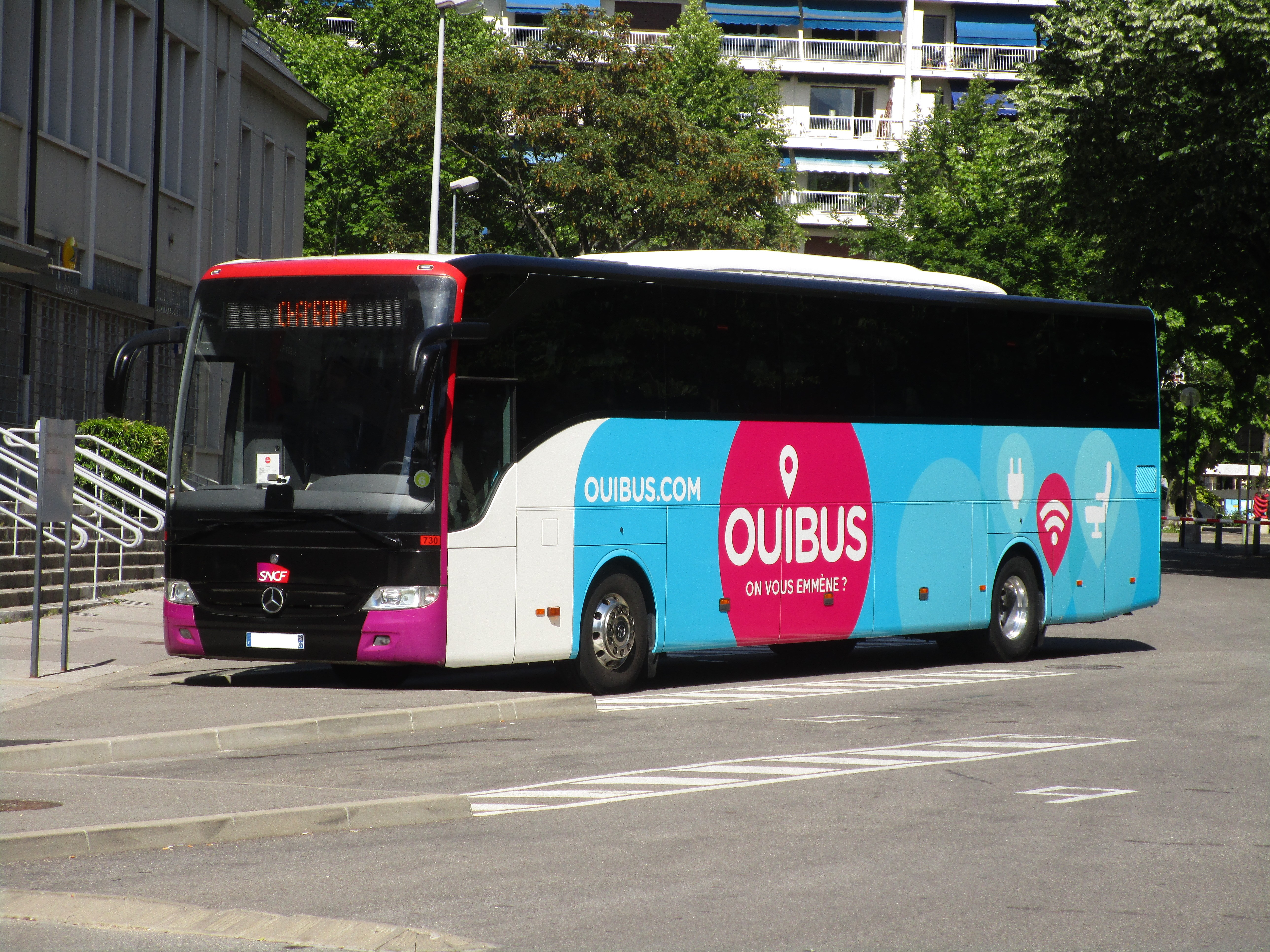
Un car de Ouibus, à destination de Milan, à la gare routière en mai 2017.